# Alissa Pierce
Alissa Pierce (geboren am 30. Juni 1986) ist eine US-amerikanisch-luxemburgische Basketballspielerin.

## Kindheit und Familie
Die Aufbau- und Flügelspielerin wuchs in Littleton (Colorado)
auf und spielt seit ihrem sechsten Lebensjahr intensiv Basketball. In den ersten Jahren wurde sie von ihrem Vater trainiert. Später spielte sie an der Stanford-Universität in Kalifornien, wo sie auch Biologie studierte.

## Profikarriere
2008 startete Pierce, deren Größe mit 1,80 m und 1,82 m unterschiedlich angegeben wird, ihre Profikarriere beim hessischen Zweitligisten Rhein-Main Baskets, der Bundesligaabteilung der Vereine TV Langen und TV Hofheim. Mit diesem gelang der sofortige Aufstieg in die 1. Damen-Basketball-Bundesliga.
Im Dezember 2010/2011 versuchte Trainer Peter Kortmann von den SV Halle Lions, Pierce in der laufenden Saison nach Halle zu locken. Obwohl ihr Abgang schon verkündet war, blieb sie aber letztlich bis zum Ende der Saison bei den Rhein-Main-Baskets, da Halle keine Ablösesumme zahlen wollte. Trotz der Querelen wurde sie Top-Scorerin der 1. Liga. Nach Ende der Saison unternahm Trainer Peter Kortmann – inzwischen beim Erstligaaufsteiger GiroLive Panthers Osnabrück unter Vertrag – einen zweiten Versuch, Alissa Pierce zu verpflichten. Auch dieser Versuch misslang, da man keine Arbeitsstelle für die Akteurin fand. Stattdessen wechselte Pierce im August 2011 zu den Halle Lions, wo sie aber nur zwei Monate bleiben konnte. Im Oktober 2011 vermeldete die Mitteldeutsche Zeitung die Vertragsauflösung zwischen den Halle Lions und Alissa Pierce mit den Worten: „Der Vertrag mit Regisseurin Alissa Pierce, die mit einer chronischen Verletzung den Verein hinters Licht geführt hatte und operiert werden muss, wird aufgelöst.“
Ende 2011 stellte sie sich in Saarlouis bei den Royals vor. Dort erhielt sie aber keinen Vertrag, da sie von ihrem Arzt noch keine Spielerlaubnis bekommen hatte. Zwei Monate später kam sie beim BC Marburg unter, der sie Ende Januar 2012 kurz vor Ende der Wechselfrist für die wegen einer schweren Verletzung ausgefallene Maggie Skuballa verpflichtete. Kurze Zeit später verletzte sich Pierce an der Schulter und fiel für den Rest der Saison aus.
Da ihr Vertrag in Marburg nicht verlängert wurde, wechselte Pierce zur Saison 2012/2013 nach Luxemburg und von dort zum Zweitligisten Keltern, wo auch ihre damalige Lebensgefährtin Lisa Koop spielte. Im Januar 2014 bat sie Keltern um ihre Freigabe, erhielt sie und wechselte nach Oberhausen, wo sie aber bereits im Februar 2014 wieder gehen musste.
Zur Saison 2014/2015 wechselte Alissa Pierce zusammen mit ihrer damaligen Lebensgefährtin Lisa Koop zum BC Marburg, erhielt dort aber für die Saison 2015/2016 keinen neuen Vertrag. Nach einer verletzungsbedingt eingelegten Pause tritt Pierce seit der Saison 2016/17 bei der BG 74 Göttingen in der 2. Bundesliga an. Bereits in ihrer ersten Spielzeit gelang ihr mit der Mannschaft der Aufstieg in die erste Bundesliga.
Seit Mai 2017 besitzt Pierce, die aus Luxemburg stammende Vorfahren hat, zusätzlich zu ihrer US-amerikanischen auch die Staatsbürgerschaft des Großherzogtums. Ein erster geplanter Einsatz für die Nationalmannschaft des Landes im Rahmen der Spiele der kleinen Staaten von Europa Ende Mai und Anfang Juni 2017 in San Marino konnte aufgrund von Knieproblemen nicht stattfinden.